# Yamar Diene
 (juin 2019).
Si vous disposez d'ouvrages ou d'articles de référence ou si vous connaissez des sites web de qualité traitant du thème abordé ici, merci de compléter l'article en donnant les références utiles à sa vérifiabilité et en les liant à la section « Notes et références ».
Pour les articles homonymes, voir Diène (homonymie).
Yamar Diene, né le 1er février 1981 à Dakar, est un joueur de basket-ball professionnel sénégalais. Il mesure 2,06  et évolue au poste de pivot.

## Clubs
- 2004 - 2005 :  Chorale de Roanne (Pro A)
- 2005 - 2006 :  ALM Évreux (Pro B)
- 2006 :  Élan béarnais (Pro A)
- 2006 - 2007 :  CB L'Hospitalet (LEB)
- 2008 - 2009 :  Besançon BCD (Pro A)
- 2009 - 2010 :  JSF Nanterre (Pro B)